# Порт Едвардс (Висконсин)
Порт Едвардс (енгл. Port Edwards) град је у америчкој савезној држави Висконсин.

## Демографија
По попису из 2010. године број становника је 1.818, што је 126 (-6,5%) становника мање него 2000. године.
| Група             | 2000.         | 2010.         |
| Белци             | 1.804 (92,8%) | 1.701 (93,6%) |
| Афроамериканци    | 11 (0,6%)     | 16 (0,9%)     |
| Азијати           | 75 (3,9%)     | 20 (1,1%)     |
| Хиспаноамериканци | 18 (0,9%)     | 42 (2,3%)     |
| Укупно            | 1.944         | 1.818         |